# Bracon transitorius
Bracon transitorius är en stekelart som beskrevs av Niezabitowski 1910. Bracon transitorius ingår i släktet Bracon och familjen bracksteklar. Utöver nominatformen finns också underarten B. t. niezabitowskii.